# Protireformace

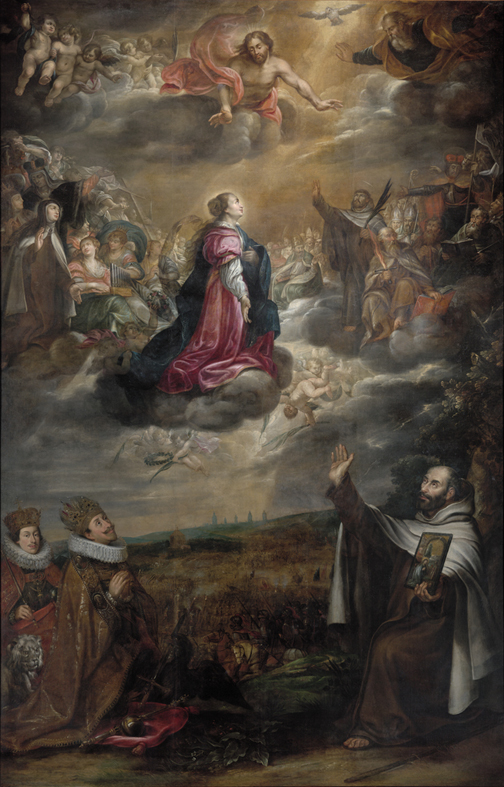
Oslava vítězství na Bílé hoře za pomoci Panny Marie, barokní obraz A. Stevense v kostele Panny Marie Vítězné

Protireformace, známá též jako katolická reformace, je termín obecně používaný pro reakci katolické církve na protestantskou reformaci, především potom na učení Martina Luthera. 

## Historie
Protireformace probíhala přibližně dvě století od poloviny 16. století ve vrcholné renesanci, vrcholila v období nastupujícího baroka během třicetileté války a konečně doznívala až v 18. století. Pro protireformaci byla typická snaha o návrat protestantů do lůna katolické církve pomocí nábožensko-duchovních argumentů a dogmat, tedy snaha o univerzalismus, o který se snažil už císař Karel V. K protireformaci se časově pojí i první významné procesy s čarodějnicemi.
Na druhé straně též probíhala i násilná rekatolizace, například na územích získaných katolickými vládci během třicetileté války (podle augšpurského „čí země, toho náboženství“). 

## Charakteristika
Protireformací bylo myšleno, že se poddaní po náboženské stránce museli podřídit svému pánovi, ať už byl katolík nebo protestant. K rozšíření katolických argumentů ale dobře posloužila také diplomacie, represe a misie. V této době nebyl neobvyklý jev zakládání náboženských řádů (nejznámějším řádem se stali jezuité), vytváření mariánského kultu a pro přiblížení problematiky lidovým vrstvám bylo užito barokního divadla nebo jasně vyznívající prvky barokního chrámového stavitelství.